# LH 54-425
LH 54-425는 약 17만 광년(약 51,000 파섹) 떨어진 O형 주계열성과 거성으로 이루어진 쌍성계이다. 대마젤란 은하의 NGC 1955 내부에 위치한다.

## 공전
약 2일 5시간 56분마다 공전하며 두 별의 거리는 태양 너비의 15배, 즉 지름의 2배도 채 안 되는 간격으로 떨어져 있다.

## 항성풍
약 2,800 km/s로 항성풍을 보내고 있다.

## 같이 보기
- 대마젤란 은하
- NGC 1955